# Alatajassa diversa
Alatajassa diversa is een vlokreeftensoort uit de familie van de Ischyroceridae. De wetenschappelijke naam van de soort is voor het eerst geldig gepubliceerd in 2007 door Conlan.